# Neuroepithel
Als Neuroepithel wird das dicke mehrreihige Epithel der Neuralplatte beziehungsweise des daraus abgefalteten Neuralrohrs bezeichnet.
Die Wandzellen des Neuralrohrs differenzieren sich im Verlauf der Entwicklung zu Neuroblasten, Glioblasten und Ependymzellen. Darüber hinaus differenzieren sich neurale Stammzellen des Neuralrohrs in besonderer topographischer Lage auch zu Sinneszellen, beispielsweise des Gesichtssinnes (Sehzellen) und des Geruchssinnes (Riechzellen). Auch die Zelllagen dieser Sinneszellen werden – in weitem Sinn – Neuroepithel genannt.
Aus dem Neuroepithel entstehende Tumoren werden teilweise noch als Neuroepitheliom bezeichnet.

## Sinneszellen
Sinneszellen neuroepithelialer Abstammung finden sich so in der Retina des Auges, und dem Riechepithel der Nase. Doch sind nicht alle Sinneszellen neuroektodermaler bzw. neuroepithelialer Herkunft (siehe dazu auch → Epithel). Die das Hören ermöglichenden Sinneszellen des Gehörorgans sowie die Sinneszellen der Crista ampullaris der Bogengänge und die der Maculae utriculi et sacculi innerhalb des Gleichgewichtsorgans im Innenohr sind nicht neurektodermaler, sondern ektodermaler Herkunft (siehe Ohrplakode). Gelegentlich werden sie dennoch als „neuroepithelial“ bezeichnet, wegen ihres dem Neuroepithel ähnlichen Aussehens, da sich das anfänglich durchwegs hohe Epithel des Labyrinthbläschens an diesen Stellen nicht in ein flaches Epithel zurückbildet.

## Neuroepithel in engem Sinn
Die Bezeichnung Neuralepithel wird oft verwendet – und dann allein für das embryonale Neuroepithel des Neuralrohrs gebraucht –, um damit sprachlich einen Unterschied auszudrücken zu den vorgenannten, daraus hervorgegangenen, bleibenden neuroepithelialen Strukturen von Sinnesorganen.